# Фракія

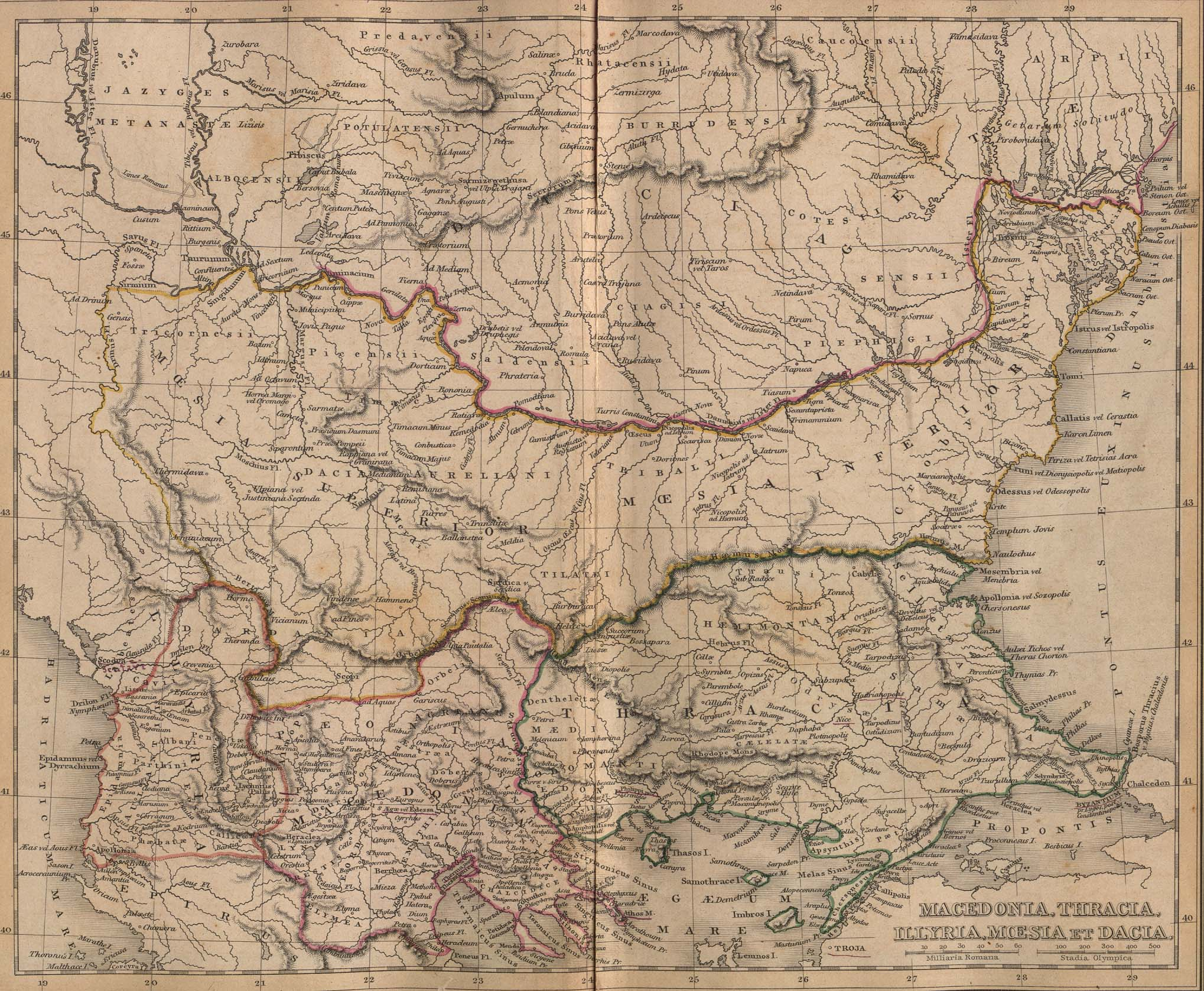
Стародавня мапа кордонів Фракії

42° пн. ш. 26° сх. д. / 42° пн. ш. 26° сх. д.
Ця стаття про історичну область Фракію. Про давню Фракійську державу йдеться в статті Одриське царство.
Фра́кія, або Тракія (грец. Θράκη, лат. Thracia, тур. Trakya) — історична область, що визначалася стародавніми греками, як країна, яка займала частину нинішнього Балканського півострова, від північного узбережжя Егейського моря (включаючи Македонію) і Пропонтиду до Дунаю, причому до неї нерідко відносили й Скіфію. Пізніше межу власне Фракії складала на заході річка Места і гірський ланцюг Родоп, на півночі — гірський ланцюг Гем, на сході — Чорне море і Фракійська протока, на півдні — Пропонтида, Геллеспонт і Егейське море.
У давнину була заселена в основному фракійцями, за іменем яких і одержала свою назву. На морському узбережжі в античні часи розташовувалися грецькі поселення. У класичну добу існувала потужна союзницька держава фракійських племен — Одриське царство, назване за наймогутнішим племенем одрисів.

## Візантія
- VIII — XIV ст. Фракія (фема)

## Сучасність
Сьогодні Фракія поділена на:
- Східну Фракію — європейська частина Туреччини (від Едірне і річки Мариця до європейської частини Стамбулу і протоки Босфор);
- Західну Фракію — Греція;
- Північну Фракію — Болгарія.

Кордони встановлені Лозанською мирною угодою 1923 року.